# China-Herdenkingsmunt
De China Herinneringsmunt (Duits: "China-Denkmünze") is een op 10 mei 1901 door Keizer Wilhelm II als staatshoofd van het Duitse Rijk ingestelde onderscheiding. Het is dus geen Pruisische onderscheiding. Dat is bijzonder omdat tijdens het Tweede Keizerrijk ieder van de Duitse staten de eigen orden en onderscheidingen toekende en er maar weinig Keizerlijk Duitse onderscheidingen waren.
In mei 1900 was in heel Noord-China een opstand uitgebroken die de belangen van de landen met concessies in de grote steden en gepachte gebieden in China bedreigde. De vijandigheid tegen deze machten was vooral veroorzaakt door een geheime nationalistische en xenofobe groep die zich "de Vereniging van rechtschapen en harmonieuze Vuisten"  noemde. In het buitenland werden deze mannen de "boxers" genoemd. De opstand staat als "Boxeropstand" bekend.
Acht grote mogendheden; Duitsland, Oostenrijk-Hongarije, de Verenigde Staten, Frankrijk, het Verenigd Koninkrijk, Italië, Japan en Rusland besloten om een internationaal leger van 150.000 man onder het opperbevel van de Duitse Veldmaarschalk graaf von Waldersee in te zetten om hun belegerde landgenoten in Peking te redden en de opstand in de provincies neer te slaan. De Geallieerde troepen bereikten Peking op 14 augustus 1900 maar een vredesverdrag met China werd pas op 7 september 1901 ondertekend.
Deze medaille was bestemd voor de Duitse deelnemers van de internationale expeditie die een einde maakte aan de Boxeropstand (1900-1901) en het 55 dagen durende beleg van de Europese diplomatieke wijk in Peking. Om recht op de medaille te hebben moest men tussen 30 mei 1900 en 29 juni 1901 in dit verband in China zijn geweest.
De medaille wordt gemaakt van staal of brons. Op de voorzijde is een gekroonde adelaar afgebeeld die de buik van een stervende Chinese draak in de krallen houdt.
Wilhelm II was een vorst die zich overal persoonlijk mee bemoeide en in het geval van de expeditie naar China neigde zijn interesse naar hysterie. Hij zwaaide de troepen uit met de berucht geworden "hunnenrede" waarin hij de moderne Duitsers met de oude Hunnen vergeleek en opriep tot extreem geweld opdat "geen Chinees een Duitser ook maar scheef zou durven aankijken". Wilhelm kwam ook met de schets van de op de voorzijde afgebeelde vechtende adelaar en draak.  
De gravure is van de hand van Professor Walter Schott en de muntslag van de meer dan 40.000 medailles werd verzorgd door de Firma Mayer & Wilhelm in Stuttgart.
Zoals in Duitsland gebruikelijk was zijn er uitvoeringen voor strijdende en niet strijdende deelnemers geslagen:
- Bij de bronzen medaille voor combattanten staat op de keerzijde het met de nieuwe Duitse keizerskroon gekroonde monogram van Wilhelm II binnen het rondschrift "DEN SIEGREICHEN STREITERN 1900 CHINA 1901".

- Bij de stalen medaille voor de non-combattanten staat op de keerzijde het met de nieuwe Duitse keizerskroon gekroonde monogram van Wilhelm II binnen het rondschrift "VERDIENST UM DIE EXPEDITION NACH CHINA".

De rand van iedere medaille is met een lauwerkrans versierd. Nimmergut vermeldt bronzen en verguld koperen medailles voor de combattanten en stalen, verzilverd bronzen en zilveren medailles voor de non-combattanten. Daarbij kan het om luxueuze persoonlijke opdrachten aan juweliers zijn gegaan. Ook van zinken medailles en vergulde medailles van zink is sprake. De medaille is 32,6 millimeter breed en 35,1 millimeter hoog. Een bronzen medaille weegt 18,6 gram.
De medailles worden op de linkerborst gedragen aan een oranje lint met zwart-wit-rode en witte bies. Er bestaan ook medailles op halve grote ("Prinzengröße") en minaturen. In het Wilhelminische Duitsland werden veel onderscheidingen gedragen. Voor kostuums waren er ook kleine ronde spelden met daarop een afbeelding van de voorzijde van de China-Herdenkingsmunt die, al dan niet op een strookje van het mininuurlint, op het revers van de jas werden gedragen.
De linten werden in Duitsland op allerlei verschillende wijzen opgemaakt.
- De China-Herdenkingsmunt in brons werd toegekend aan degenen die betrokken zijn bij de gevechten van Duitse leger en de marine, aan alle personen die niet van Chinese nationaliteit waren en die in deze tijd in de ambassade in Peking of bij het Duitse consulaat in Tien-tsin aanwezig waren en aan Duitsers die werkzaam waren in het veldlazaret en de hospitaalschepen.

- De China-Herdenkingsmunt in staal werd toegekend aan alle personen die actief waren in het belang van de uitgezonden troepen en aan de Duitse bemanningen van de voor het transport naar Oost-Azië gecharterde schepen.

Ze kon ook worden toegekend aan leden van geallieerde troepencontingenten.

## De gespen
Het lint van de medaille kon ook worden versierd met gespen indien de decorandus had deelgenomen aan een van de onderstaande gevechten:
- TAKU soms samen met TIENTSIN, SEYMOUR EXPEDITION en/of PEKING. Ook de combinatie met TSEKINGKWAN, KALGAN en/of TSCHÖNGLING is bekend.
- TSEKINGWAN komt samen met KALGAN en/of HOULU voor. Ook TSEKINGKWAN met KALGAN en TSCHÖNGLING komt voor. Van deze gesp bestaat een variant met dicht op elkaar geplaatste letters("Narrow lettering").
- SEYMOUR EXPEDITION ook SEYMOUE EXP. komt voor.
- KAIGAN, vaak samen met TSEKINGKWAN en/of HOULU, soms met TAKU en/of PEKING en in zeldzame gevallen met TSEKINGKWAN, KALGAN en TSCHÖNGLING.
- TIANJIN komt in combinatie met SEYMOUR EXPEDITION, TAKU en/of PEKING voor.
- HUOLU, vaak samen met TSEKINGKWAN en/of KALGAN op een lint.
- PEKING, van deze gesp zijn slechts 251 exemplaren uitgereikt. Wordt soms samen met de gesp HOPHU gevonden.[5]
- KITCHOU is zeldzaam
- PEITANG-FORT ook PEITANG FORT. Die laatste variant (zonder trait d'union) is zeldzaam.
- HOPHU
- LIANG - HSIANG - HSIEN, samen met NAN-HUNG-MEN.
- FOUPHING
- KAUMI, is zeldzaam.
- NAN-HUNG-MEN
- CHANG - CHENG - LING
- TONKU
- CHOUCHOUANG
- KUANT - SHANG
- NANKUANTO
- TIENTSIN

Omdat geen mens op twee plaatsen tegelijk kan zijn geweest en de routes van de militaire eenheden bekend zijn weten we welke combinaties kunnen bestaan en welke combinaties onmogelijk kunnen zijn toegekend.
De gespen zijn gemaakt van verguld koper en werden boven elkaar aan het lint bevestigd. De ouderwetse schrijfwijze op deze Duitse gespen komt niet meer overeen met de tegenwoordig gangbare ranscriptie van Chinese namen. Van de gespen bestaan ook verschillende varianten omdat de schrijfwijze soms afwijkt. Er zijn ook onofficiële gespen bekend, deze werden in opdracht van de veteranen gefabriceerd in die gevallen waar een gevecht niet op een officiële gesp werd gememoreerd.
De gesp voor de Seymour Expedition werd 512 maal toegekend. Deze internationale militaire expeditie reisde van Tientsin via de forten bij naar Peking.  1 officier en 15 soldaten sneuvelden. 6 officieren en 56 soldaten raakten gewond. De deelnemers hadden recht op de gespen voor TAKU, TIENTSIN, en/of PEKING.